# Ahmed Otaif
Ahmed Otaif (en árabe: أحمد عطيف‎; Riad, Arabia Saudita; 14 de abril de 1983) es un exfutbolista de Arabia Saudita que jugaba en la posición de centrocampista.

## Carrera

### Club
Jugó toda su carrera con el Al-Shabab FC de 2001 a 2018, equipo con el que anotó 23 goles en 176 partidos, ganó nueve títulos nacionales y dos internacionales, además de ser el capitán del equipo de 2008 a 2018.

### Selección nacional
Jugó para Arabia Saudita en 59 ocasiones de 2006 a 2013 y anotó un gol el 8 de enero de 2009 en Mascate en la victoria ante Yemen por 6-0 en la Copa de Naciones del Golfo de 2009. Participó en la Copa Asiática 2011.

## Logros

### Club
- Liga Profesional Saudí (3): 2003–04, 2005–06, 2011–12
- Copa del Rey de Campeones (3): 2008, 2009, 2014
- Supercopa de Arabia Saudita (1): 2014
- Copa Federación de Arabia Saudita (2): 2009, 2010
- Recopa de la AFC (1): 2001
- Supercopa Árabe (1): 2001

### Individual
- Futbolista Saudí del Año: 2008–09[4]